# Cuartetos de Cuerda de Juan Crisóstomo de Arriaga

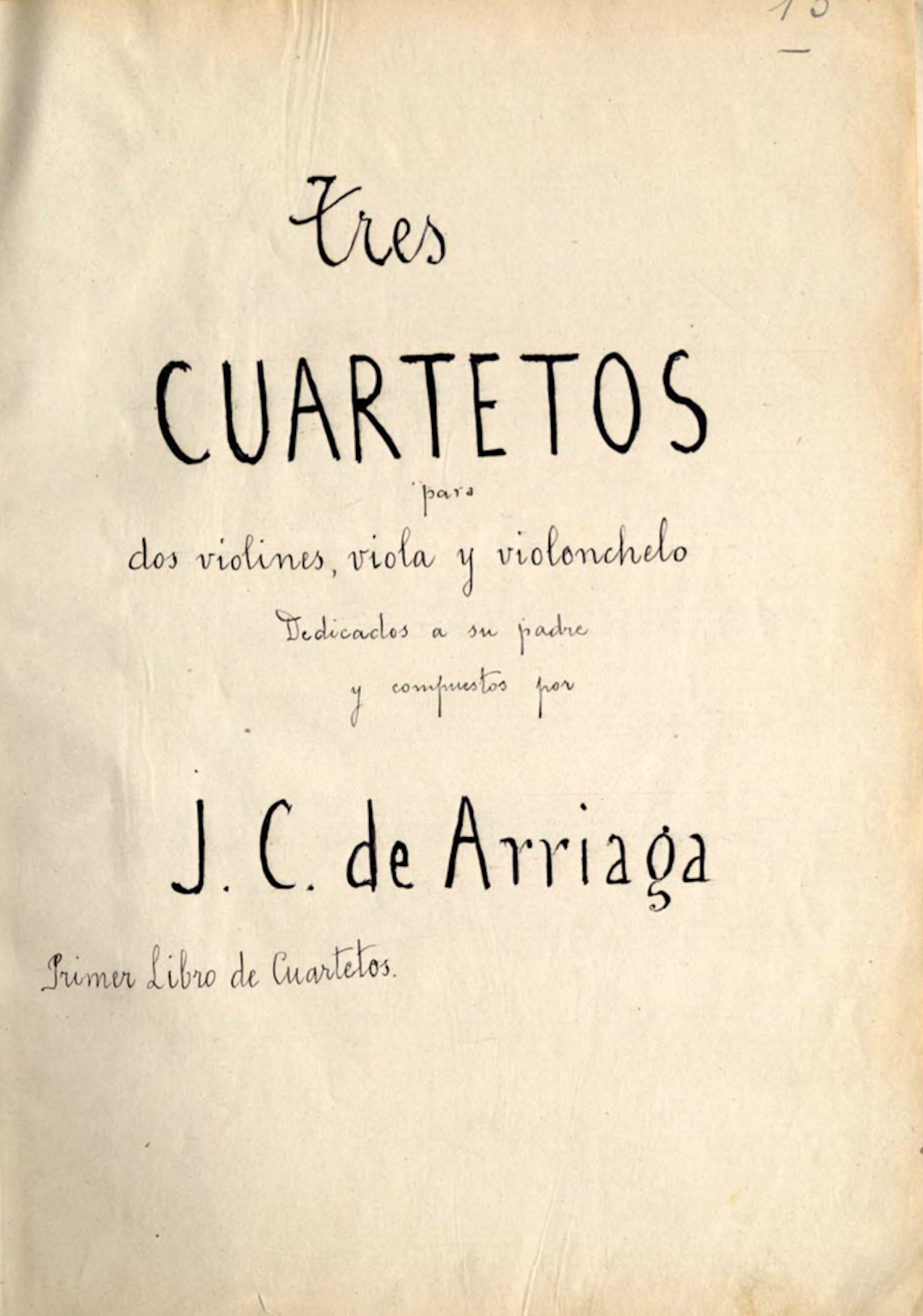
Portada del manuscrito de los Tres Cuartetos de Cuerda de Juan Crisóstomo de Arriaga.

Los Cuartetos de Cuerda de Juan Crisóstomo de Arriaga son una colección de tres cuartetos para dos violines, viola y violoncello compuestos en 1823, cuando el compositor solamente tenía dieciséis años de edad. Pueden ser consideradas las obras más destacadas de su producción.

## Contexto
Juan Crisóstomo se trasladó a París en 1821 a estudiar en la École Royale de Musique et Declamation. Allí estudió violín con Pierre Baillot, armonía con François-Joseph Fétis y contrapunto con Luigi Cherubini.
Una de las primeras obras que compuso durante su estancia en la ciudad fue un arreglo de sus Variaciones sobre el tema de “La Húngara” para Cuarteto de Cuerda, fechado en 1822. Esta sería su segunda obra para esta tipo de agrupación, después de su Tema Variado en Cuarteto compuesto en Bilbao pocos años antes, en 1820. En este momento, compone también los Tres Cuartetos de Cuerda, dedicados a su padre.

## Edición
Los Tres Cuartetos serían la única obra que el autor vería publicada en vida por lo que resulta particularmente relevante su seguimiento.
Esta primera edición fue realizada por parte de Casa Pétit, conteniendo las particellas editadas por Juan Crisóstomo aunque sin fechar, y tan sólo los datos del lugar e impresor. Sin embargo, gracias a una referencia de Fétis en su Biographie Universelle des Musiciens (París, 1835-44) sobre el autor, se sabe que aparecieron publicadas en la ciudad en 1824.
Casi medio siglo después, y a raíz de la segunda edición de la biografía de Fétis, ida a parar en torno a 1869 a las manos de Emiliano de Arriaga y Ribero (1844-1919), sobrino-nieto del compositor, éste comenzó a interesarse por la obra de su “tío” y a intentar recuperarla y revivirla tanto en círculos de amigos y familiares como en su Bilbao natal. Esto acabaría desencadenando la segunda publicación de las particellas de los Tres Cuartetos.
No sería hasta otro más de medio siglo después en que José de Arriaga en 1956, en el 150 aniversario del nacimiento de su pariente cedió, entre otro mucho material, los cuartetos de Juan Crisóstomo al Ayuntamiento de Bilbao para facilitar su difusión. Entre todo el material figuran autógrafos de los cuartetos del año 1824, una primera edición de su primera publicación, las particellas editadas por el compositor, así como una copia manuscrita de la partitura hallada por Eduardo de Azpeitia en Bilbao, en 1884. Todo el material se conservó en el Museo Arriaga de Bilbao hasta su desaparición en 1983 tras las inundaciones de la ciudad de aquel año. Actualmente se desconoce el paradero de los documentos.
El hecho de que nunca se hubiera publicado ninguna partitura conjunta de los Tres Cuartetos ha dificultado enormemente su estudio y difusión. Sin embargo en la actualidad existen diferentes estudios musicológicos sobre los cuartetos hechos por M. W. Edson (1980), S. K. Hoke (1983), J. A. Gómez (1995) y B. Sirera (2004).
La edición de París de 1824 de las particellas de los Tres Cuartetos dedicados a su padre, sin duda fueron supervisadas y en diferentes casos hicieron que el compositor cambiara de intención en algunos puntos de la partitura. Testigo de ellos son por ejemplo dobles barras sin ninguna función aparente, pero que obviamente estaban destinadas en su momento a ser de repetición, así como algunos puntillos o ritmos que no quedan claros. Estas y otras erratas han sido reflejadas en las diferentes ediciones realizadas de los cuartetos, dejando a criterio del intérprete el adoptar una u otra lectura.

También, por último, en un ejemplar de los cuartetos que se conserva en la Biblioteca Nacional de Francia puede leerse la dedicatoria a Cherubini de puño y letra de Juan Crisóstomo, que dice así:
“Offert par l’auteur à Monsieur Cherubini comme un témoignage de son respectueux attachement.”
“Dedicado al compositor Sr. Cherubini en testigo de respetuoso apego.”

## Estilo
Los cuartetos de Arriaga han sido definidos como brillantes e idiomáticos. Nos podemos hacer una idea de la valoración general de los cuartetos a través de la referencia biográfica sobre el autor en la Biographie Universelle des Musiciens de su profesor Fétis:

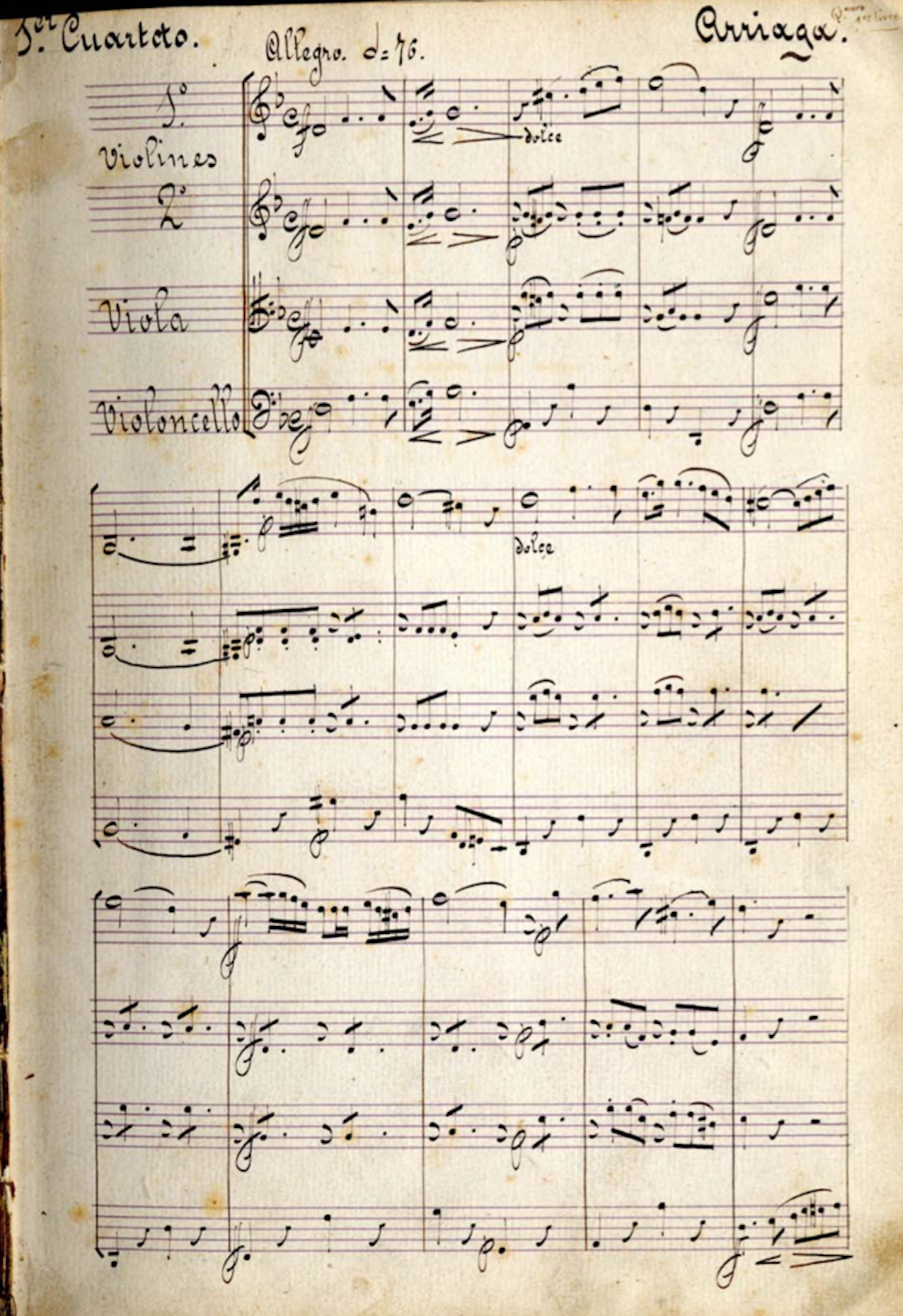
Primera página del manuscrito del Primer Cuarteto de Juan Crisóstomo de Arriaga.

“Il est impossible d’imaginer rien de plus original, de plus élégant, de plus purement écrit que ces quatuors, qui ne sont pas assez connus. Chaque fois qu’ils étaient exécutés par leur jeune auteur, ils excitaient l’admiration de ceux qui les entendaient.” 
"Es imposible imaginar algo más original, más elegante, más puramente escrito que estos cuartetos, que no son suficientemente conocidos. Cada vez que eran ejecutados por su joven autor, excitaba la admiración de los oyentes.”
Lo cierto es que Arriaga compuso los cuartetos a una edad, dieciséis años, a la que ninguno de los grandes compositores había compuesto ninguna forma semejante, ni siquiera indiscutibles genios como Beethoven. De hecho, la obra ha sido relacionada a menudo con autores de esta talla. En declaraciones de Rosen “[…] es […] posible escuchar pasajes en la Obra de Arriaga similares a Haydn, Mozart, Beethoven y Rossini, aunque él a veces no consiga alcanzar la complejidad de las obras más maduras de estos autores.”
En los cuartetos se pueden advertir, de la misma forma que en sus precursores Scarlatti, Soler o Boccherini, claros elementos rítmico-melódicos étnicos de música española, y vasca, entre otros algunas reminiscencias de bolero y temas populares quizá vascos. Esto se puede apreciar en especial en el Primer Cuarteto, quizá el más conocido con acompañamientos posiblemente inspirados en la guitarra española. Más concretamente, este carácter se puede ver en el agitado finale en 6/8 del Primer Cuarteto en Re menor o en el meditativo segundo movimiento lento del Segundo Cuarteto en La Mayor. Este último consiste en una impresionante colección de variaciones en Re Mayor inspiradas en los movimientos en variación en Re Mayor también de los K. 464 de Mozart o op.18 n.º 5 de Beethoven.
El estilo de los cuartetos se puede situar entre el Clasicismo tardío y el Romanticismo temprano, pudiendo compararlo a partes iguales con la obra tardía de Mozart así como con el proto-Romanticismo del joven Beethoven.

## Análisis estético-formal

### Cuarteto de Cuerda nº1 en Re menor
- Allegro; comienza con un primer tema sombrío e inquieto aunque lleno de energía, seguido de un segundo tema presentado por el violín con un cierto aire español; a partir de aquí se elabora un desarrollo que recuerda al tema principal, aunque mucho más patético, y que nos lleva casi por sorpresa a la recapitulación y a una coda brillante.
- Adagio con expressione; rítmicamente complejo; el primer tema es enormemente expresivo y profundo, continuado por un tema secundario con gran patetismo que podría recordarnos a autores como Schubert; el material melódico es dirigido principalmente por el primer violín y contestado por el resto del cuarteto.
- Menuetto. Allegro; más tradicional, aunque inquieto, con un trío en el que de nuevo se intuyen temas inspirados en la música popular española o vasca.
- Adagio. Allegretto; contiene una introducción lenta e interrogativa, seguida de un galopante 6/8 en el que es el primer violín el que presenta el rítmico tema principal que después desarrollarán el resto de instrumentos con valores cortos en el acompañamiento; reaparece la introducción en la parte central, aunque con un carácter mucho más romántico y afirmativo, para retomar de nuevo el carácter inicial y desvanecerse en una coda p calmada, casi trágica.

### Cuarteto de Cuerda nº2 en La Mayor
- Allegro con brio; brillante e idiomático; comienza con un atractivo, e incluso heroico, tema a cargo del primer violín y contestado enseguida por el chelo; esta dinámica se perpetúa a lo largo de todo el cuarteto con todos instrumentos; enseguida se da paso a un segundo tema sin grandes contrastes, al igual que a un breve desarrollo y a una coda casi pastoral.
- Andante con variazioni; presenta un tema principal simple e incluso infantil en p sobre el que se elaboran cinco ingeniosas variaciones; una primera esencialmente melódica protagonizada por el primer violín; una segunda más rítmica en la que el protagonismo se fija en los diálogos entre el segundo violín y el cello; una tercera lenta a cargo de la viola mucho más romántica, oscura y contrastante, recordando al lamento de la viola en el movimiento de variación también del Cuarteto op.18 nº5 de Beethoven; una cuarta mucho más ágil y de nuevo quizá infantil elaborada a partir de pizzicatos en todas las cuerdas; una quinta mucho más presente y contrapuntística en dinámica f; cierra el movimiento una coda consistente en una elaboración del tema principal que recuerda, por un elemento u otro, a cada una de todas las variaciones y que termina de nuevo en p.
- Menuetto. Scherzo; comienza ligero, recordando al lenguaje vienés de autores como Mozart, contrastado por un sencillo e incluso pastoral trío en el que se van entrecruzando las voces de todos los instrumentos para acabar volviendo al menuetto.
- Andante ma non troppo. Allegro; comienza con una breve introducción no rápida para enseguida querer recordar a Beethoven en el allegro contrastante; cambios de humor como éste se van sucediendo a lo largo de todo el movimiento organizados de una forma muy sutil, y en los que se podría llegar a ver una cierta melancolía, entre pasajes más rápidos y alegres y otros más apaciguados y reflexivos.

### Cuarteto de Cuerda nº3 en Mi bemol Mayor
- Allegro; comienza ya inquieto con el primer tema que da enseguida paso al segundo dialogado entre los violines y el chelo para terminar en una tranquila coda; ésta contrasta con el mucho más agitado y breve desarrollo que conduce de nuevo a la reexposición.
- Andantino. Pastorale; el tema principal es sencillo y apacible, pudiéndose tildar de infantil por su suavidad; sin embargo, enseguida se intuye el carácter abrumador de la parte central con los trémolos, que nos lleva a un clímax que podría fácilmente recordar a un atormentado Beethoven, y que poco a poco va desapareciendo para volver al pastoral primer tema.
- Menuetto. Allegro; comienza con una muy agitada al tiempo que lúgubre primera parte para dar paso después a un sencillo y contrastante trío que recuerda al lenguaje de autores como Haydn.
- Presto agitato; comienza con un atractivo tema en el primer violín y continúa con un segundo más dramático en el segundo violín; pronto éste le devuelve el protagonismo al primero para dialogar con él y con el resto de instrumentos en la coda; tras el desarrollo, en la recapitulación, los temas son tomados por todos los instrumentos creando una conversación agitada que desemboca en un brillante final.

## Discografía
- Cuarteto Casals; Arriaga: String Quartets. Harmonia Mundi HMA 1957038, 2009.[9]
- Guilet String Quartet; Tres cuartetos. Concert Hall Society Gold Label Series. Estados Unidos, 1954.[10]
- Phoenix Quartet; Tres cuartetos & Tema variado en cuarteto opus 17. Golden Crest (Colorado) Records Inc. CR 4061. Estados Unidos, 1964.
- La Ritirata, Josetxu Obregón; Juan Crisóstomo de Arriaga (1806–1826) - The complete string quartets. Glossa GCD923102, 2014.[11]

Otras agrupaciones o entidades que han grabado los cuartetos son Voces (1988), Chilingirian (1989), Sine Nomine (1995), Rasoumouvsky (1996), New Vlach Quartet (1996), Guarnieri (1996), Arriaga (2000), Camerata Boccherini (2003), Ginebra [n°3] (1986), Clásico de RNE [n°2] (1991), Arriaga Banco de España [n°1] (1997) y Clásico de RNE [n.º 2 y n.º 3] (2004).